# Tingoldiago graminicola
Tingoldiago graminicola är en svampart som beskrevs av K. Hirayama & Kaz. Tanaka 2010. Tingoldiago graminicola ingår i släktet Tingoldiago, ordningen Pleosporales, klassen Dothideomycetes, divisionen sporsäcksvampar och riket svampar.   Inga underarter finns listade i Catalogue of Life.